# OLB Walk of Fame
Der OLB Walk of Fame ist eine Touristenattraktion in Oldenburg, auf dem sich nach dem Vorbild des Hollywood Walk of Fame in Los Angeles in einer Reihe Platten mit einem Stern und dem Namen von Schauspielern befinden. Er befindet sich im Innenhof der Oldenburgischen Landesbank (OLB) in der Gottorpstraße. Die Auszeichnung der Schauspieler erfolgt jährlich im Rahmen des Internationalen Filmfests Oldenburg. 

## Liste der Geehrten
| Jahr | Name               | Bemerkung                                   |
| ---- | ------------------ | ------------------------------------------- |
| 2007 | Stacy Keach        |                                             |
| 2008 | Seymour Cassel     |                                             |
| 2009 | Peter Lohmeyer     |                                             |
| 2010 | Deborah Kara Unger |                                             |
| 2011 | Matthew Modine     |                                             |
| 2012 | Mira Sorvino       |                                             |
| 2013 | Veronica Ferres    |                                             |
| 2014 | Sean Young         |                                             |
| 2015 | Joanna Cassidy     |                                             |
| 2016 | Nicolas Cage       |                                             |
| 2017 | Moritz Bleibtreu   |                                             |
| 2018 | Keith Carradine    |                                             |
| 2019 | Amanda Plummer     |                                             |
| 2020 | Platte ohne Namen  | Wegen Corona kein Filmfest und keine Ehrung |
| 2021 |                    | Wegen Corona kein Filmfest und keine Ehrung |

Koordinaten: 53° 8′ 29″ N, 8° 13′ 6″ O